# Wiktor Bondariew
Wiktor Nikołajewicz Bondariew (ros. Виктор Николаевич Бондарев, ur. 7 grudnia 1959 we wsi Nowobogorodickoje, obwód woroneski) – rosyjski generał pułkownik, były głównodowodzący Siłami Powietrzno-Kosmicznymi Federacji Rosyjskiej. Bohater Federacji Rosyjskiej.
W latach 2012-2015 dowodził Wojskowymi Siłami Powietrznymi Federacji Rosyjskiej.

## Życiorys
Ukończył Borisoglebską Wyższą Wojskową Szkołę Lotników (1981), Wojskową Akademię Powietrzną im. J. Gagarina (1992) i Wojskową Akademię Sztabu Generalnego Sił Zbrojnych Federacji Rosyjskiej (2004).
Służbę wojskową odbywał jako pilot-instruktor, starszy pilot-instruktor, dowódca załogi, zastępca dowódcy eskadryli, dowódca eskadryli, starszy nawigator pułku, zastępca dowódcy pułku lotniczego, dowódca pułku lotniczego, zastępca dowódcy dywizji lotniczej, dowódca dywizji lotniczej, zastępca dowódcy armii Sił Powietrznych i Obrony Przeciwlotniczej, dowódca tej armii, zastępca głównodowodzącego Wojskowymi Siłami Powietrznymi. 
Od lipca 2011 do maja 2012 był szefem Głównego Sztabu Wojskowych Sił Powietrznych - pierwszym zastępcą dowódcy Wojskowych Sił Powietrznych; 6 maja 2012 objął stanowisko dowódcy Wojskowych Sił Powietrznych. 
Zasłużony Pilot Wojskowy, Pilot-Snajper, posiada nalot ponad 3000 godzin. Opanował ponad 3 typy samolotów: Ł-29, MiG-21, Su-25 i ich modyfikacje. 
Nagrodzony Orderem Za Służbę Ojczyźnie w Siłach Zbrojnych ZSRR III klasy, Orderem Męstwa, medalem Za Zasługi dla Ojczyzny II klasy i 11 medalami. 
Za wykazane męstwo podczas akcji antyterrorystycznych na Północnym Kaukazie 21 kwietnia 2000 otrzymał tytuł Bohatera Federacji Rosyjskiej. 
Od 1 sierpnia 2015 do 26 września 2017 głównodowodzący Siłami Powietrzno-Kosmicznymi Federacji Rosyjskiej.